# 대한복싱협회
대한복싱협회(大韓복싱協會, Boxing Association of Korea, BAK)는 복싱 종목을 관할하는 대한민국의 스포츠 행정 기구이다.
1910년 대에 처음 권투가 도입된 이래 조선기독교청년회전국연합회(YMCA)를 중심으로 보급되던 중, 1934년 전조선아마튜어권투연맹이 결성되었다. 대한체육회 소속으로 아마추어 복싱의 보급과 발전을 목표로 삼고 있다. 2013년 6월 16일에 '대한아마튜어복싱연맹'에서 '대한복싱협회'로 이름을 변경했다.

## 연혁
- 1934년 : 전조선아마튜어권투연맹 창립 (초대 회장: 유억겸)
- 1945년 : 대한아마튜어권투연맹으로 개칭
- 1947년 : 국제아마튜어복싱연맹(AIBA) 가입
- 1962년 : 아시아아마추어복싱연맹 창설 회원
- 1964년 : 대한아마튜어복싱연맹으로 개칭

## 참고 자료
- “연혁”. 대한아마튜어복싱연맹. 2008년 4월 11일에 확인함.[깨진 링크(과거 내용 찾기)]